# Stèle de Carpentras
La stèle de Carpentras ou de Taba, aussi appelée Tabula rigordiana ou Table de Rigord, est une stèle datée entre le Ve et le IIIe siècle avant notre ère, trouvée à Memphis (Égypte) en 1704, qui contient la première inscription publiée écrite en alphabet phénicien, et la première identifiée (un siècle plus tard) comme étant de l'araméen,,. Elle se trouve à Carpentras, à la bibliothèque Inguimbertine. Des textes araméens plus anciens ont été trouvés datant du IXe siècle av. J.-C., mais celui-ci a été le premier à être publié en Europe. Il est connu sous les noms de KAI 269, CIS II 141 et TAD C20.5.
Il s'agit d'une dédicace funéraire à une dame inconnue appelée Taba ; la première ligne de l'image la représente debout devant le dieu des enfers, les bras levés, et la seconde, allongée, morte, prête pour l'enterrement. L'inscription textuelle est typique des tablettes funéraires égyptiennes dans la mesure où elle la décrit comme n'ayant rien fait de mal dans sa vie et lui souhaite le meilleur en présence d'Osiris. Un débat scientifique de longue durée s'est concentré sur la langue de l'inscription et sur la question de savoir si elle a été écrite en prose ou en poésie.
C'est la première inscription sémitique du nord-ouest (c'est-à-dire cananéenne ou araméenne) publiée dans les temps modernes (les inscriptions des cippes de Melqart, rapportées dix ans plus tôt en 1694, n'étaient pas encore publiées dans leur intégralité en 1704).
Au moment de sa découverte, elle est considérée comme un texte phénicien,. Des érudits ont soutenu plus tard que l'inscription était « araméenne » ou « chaldéenne ». Depuis le début du XIXe siècle, la langue de l'inscription est considérée comme étant de l'araméen,.
Le texte est d'abord traduit intégralement par Jean-Jacques Barthélemy dans les années 1760, puis par Oluf Gerhard Tychsen en 1802 ; les deux traductions sont ensuite comparées et critiquées par Ulrich Friedrich Kopp en 1821, qui est à son tour cité par Wilhelm Gesenius dans ses Scripturae linguaeque Phoeniciae largement publiées. Kopp a critiqué Barthélemy et d'autres érudits qui avaient qualifié l'inscription et certaines pièces de monnaie de phéniciennes, « ayant tout attribué aux Phéniciens et rien aux Araméens, comme s'ils n'avaient rien pu écrire du tout ». Kopp a noté que certains mots sur la stèle correspondaient à l'araméen du Livre de Daniel et du Livre de Ruth.

## Publication initiale

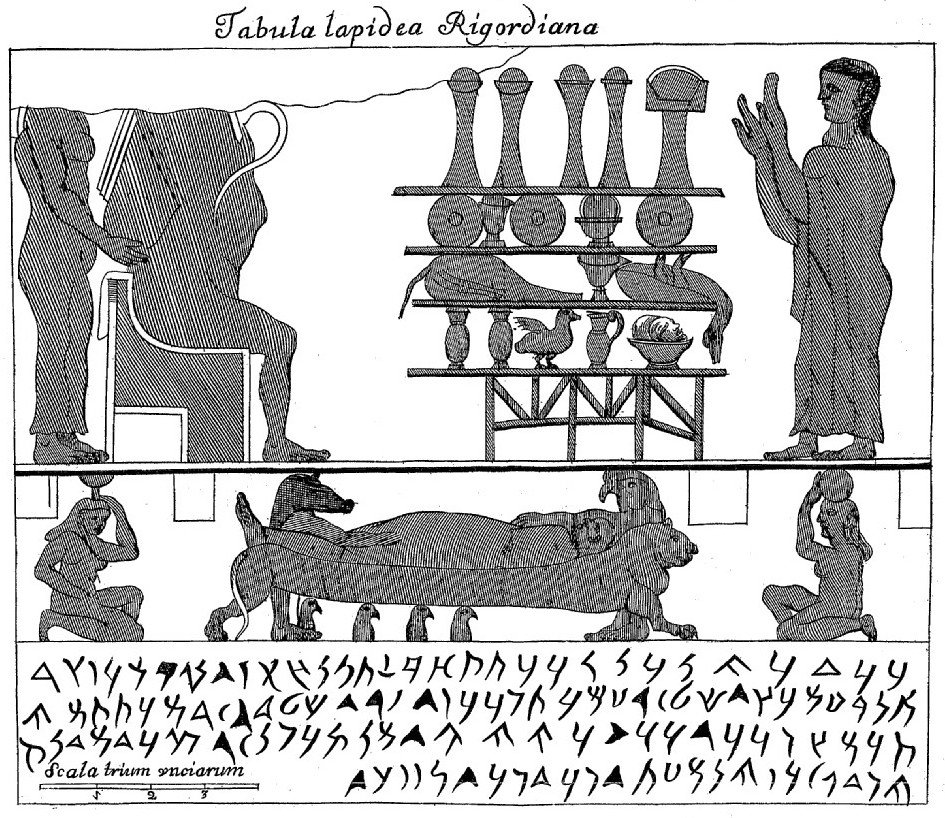
La stèle telle que publiée en 1704.

La stèle est publiée pour la première fois en 1704 par Jean-Pierre Rigord dans un article axé sur la description de l'écriture hiératique ; cet article a constitué la première reconnaissance d'une écriture égyptienne non hiéroglyphique dans les temps modernes. Jean-Pierre Rigord a écrit : « J'ai dans mon cabinet un monument égyptien que j'ai dessiné ici, sur lequel se trouvent des personnages historiques, au-dessus d'une inscription punique »,,.
Jean-Pierre Rigord fait alors réaliser un certain nombre de moulages en plâtre, de dimensions (H x L x P) 46,5 × 34 × 3,7 cm, qu'il distribue à d'autres membres de la communauté universitaire, principalement dans le sud de la France. La stèle est ensuite revue par Anne Claude de Caylus, Bernard de Montfaucon et Jean-Jacques Barthélemy. L'examen de J-J Barthélemy met alors fin à un premier différend sur la langue de l'inscription – un consensus se forme sur le fait que l'inscription est phénicienne ; ce consensus devait perdurer jusqu'au début du XIXe siècle.

## Versification
Un certain nombre d'érudits ont suggéré que l'inscription soit traduite sous forme de poème, c'est-à-dire sous forme métrique. Cela a été proposé pour la première fois en 1868 par Joseph Derenbourg,.
L'inscription, sous forme poétique, a été traduite par Charles Cutler Torrey comme suit :
« Blessed is Taba, daughter of Tahapi, devotee of the god Osiris ;
She, who to none did aught of evil, by whom no slander whatever was spoken.
Before Osiris be thou blest, before him take the gift of water ;

Be thou (his) worshipper, my fair one, and among his saints be thou complete. »
« Bienheureuse soit Taba, fille de Tahapi, fidèle au dieu Osiris ;
Elle qui n'a fait de mal à personne, et par qui aucune calomnie n'a été prononcée.
Devant Osiris, sois bénie, devant lui, prends le don de l'eau ;

Sois son adoratrice, ma bonne, et sois au nombre de ses saints. »
.

## Images
Dans la partie supérieure de la stèle, le dieu égyptien des enfers Osiris est assis sur le trône, reconnaissable à sa crosse et son fléau caractéristiques. Derrière lui se trouve une déesse vêtue d'une jupe longue ; cela pourrait être Isis ou Maât. À table, une dame, peut-être la défunte, se tient les bras levés dans une pose d'adoration. Dans l'image du bas, la défunte est représentée allongée sur un lit en forme de lion. Le dieu embaumeur Anubis est représenté, assisté d'Horus à tête de faucon. Les quatre vases canopes avec les entrailles de la défunte se trouvent sous le lit, avec pour couvercles les têtes des quatre fils d'Horus : Amset (tête humaine), Hâpi (babouin), Douamoutef (chacal), Kébehsénouf (faucon). Nephtys est agenouillée aux pieds de la morte et Isis est représentée à sa tête.

## Dans la culture populaire
La stèle figure dans trois lettres écrites par Vincent van Gogh en 1889 à son frère et à sa sœur.

## Exposition
D'octobre 2022 à janvier 2023, la stèle est prêtée au British Museum pour y être exposée auprès de la pierre de Rosette,.